# Tam-Tam (album)
Pour les articles homonymes, voir Tam-Tam.
Albums de Amanda Lear
Incognito
(1982) A L
(1985)
Tam-Tam est le sixième album studio d'Amanda Lear, sorti en décembre 1983. Il a été enregistré au Studio Regson de Milan.
C'est le premier album d'Amanda Lear à ne pas être produit par Anthony Moon, ici remplacé par Roberto Cacciapaglia. Tam-Tam est le dernier album réalisé par la chanteuse pour la maison de disques Ariola BMG. 

## Promotion
Pour promouvoir l'album en France paraît le single Love Your Body avec Darkness and Light en Face B ; ces deux titres ne sont pas présents sur l'album. Love Your Body est une chanson faisant référence à la mode aérobic qui sévissait au début des années 80, la pochette de la version Maxi 45 tours du single indiquant it's aerobic time ("c'est l'heure de faire de l'aérobic" en français). Le single s'est classé 29ème des charts belges. En Italie, ce sont les chansons No Regrets et Bewitched, présentes sur l'album, qui sont choisies comme singles promotionnels. La chanson Music Is a été interprétée en version italienne sous le nom Magica sur la chaîne de télévision La Cinq en 1986, dans l'émission Cherchez la femme, mais cette version n'existe sur aucune des éditions de l'album.

## Liste des titres

### Face-A
| No  | Titre       | Auteur                                                          | Durée |
| --- | ----------- | --------------------------------------------------------------- | ----- |
| A1. | Tam Tam     | Amanda Lear, Roberto Cacciapaglia, Giada Di Villa Hermosa       | 3:33  |
| A2. | Bewitched   | Amanda Lear, Roberto Cacciapaglia, Tony Carrasco, L.P. Nicolosi | 4:30  |
| A3. | Wicked Lady | Amanda Lear, Roberto Cacciapaglia                               | 4:26  |
| A4. | No Regrets  | Amanda Lear, Paul Micioni, Massimiliano DiCarlo, Roberto Masala | 4:26  |

### Face-B
| No  | Titre         | Auteur                                         | Durée |
| --- | ------------- | ---------------------------------------------- | ----- |
| B1. | Magic         | Amanda Lear, Roberto Cacciapaglia              | 4:14  |
| B2. | It's All Over | Amanda Lear, Sergio Menegale, Raffaele Ferrato | 3:35  |
| B3. | Gipsy Man     | Amanda Lear, Tony Carrasco, Pino Nicolosi      | 4:30  |
| B4. | Music Is      | Amanda Lear, Roberto Cacciapaglia              | 3:33  |

## Crédits
- Amanda Lear : voix
- Tony Carrasco : batterie
- Stefano Previsti : claviers
- Claudio Cattafesta : guitare électrique
- Roberto Cacciapaglia : producteur & arrangements
- Tony Carrasco : assistant de production
- Stefano Previsti : assistant arrangement
- Paolo Bocchi : ingénieur du son
- Maurizio Cannici CGD Messaggerie Musicali S.P.A. : Producteur exécutif
- Angelo Deligio : Photographies de la couverture
- Artemio of Milano : vêtements et bijoux pochette
- Graphic Studio CGD : graphisme de la couverture

## Production
| Format   | Pays      | Label  | Référence    | Date de sortie |
| -------- | --------- | ------ | ------------ | -------------- |
| Vinyle   | Monde     | Ariola | 203 450-320  | 1983           |
| Vinyle   | Allemagne | Ariola | 205 895-320  | 1983           |
| Vinyle   | Italie    | Ariola | ARL 39175    | 1983           |
| K7 audio | Italie    | Ariola | 30 ARL 39175 | 1983           |
| Vinyle   | Argentine | Ariola | 80268        | 1984           |

## Singles extraits de l'album

### 45 tours
- 1983 "Love Your Body" (7" Edit) * / "Darkness And Light" (7" Edit) * ( Allemagne - Ariola 105 240 100)
- 1983 "Love Your Body" * / "Darkness And Light" * ( France - Arabella 105 240)
- 1983 "Love Your Body" * / "Darkness And Light * ( Suède - Ariola ARI 8320)
- 1983 "No Regrets" / "It's All Over" ( Italie - Ariola ARL 37 109)
- * Titre non disponible sur l'album

### Maxi 45 tours
- 1983 "Love Your Body" (Extended version) */** / "Darkness And Light" (Extended version) */** ( Allemagne - Ariola 600 792-213)
- 1983 "Love Your Body" (Extended version) */** / "Darkness And Light" (Extended version) */** ( Portugal - Ariola 600 792)
- 1983 "No Regrets" (Extended Vocal Version) ** / "No Regrets" (Instrumental Dub) ** ( Italie - Ariola ARl 38020)
- 1983 "Bewitched" (Extended Vocal Version) ** / "Bewitched" (Instrumental Dub) ** (uniquement en disque Promo) ( Italie- Ariola ARL 38023)
- * Titre non disponible sur l'album
- ** Titre de l'album proposé dans une nouvelle version